# Czigány Kinga
Czigány Kinga (Győr, 1972. február 17. –) olimpiai bajnok magyar kajakozó. Jelenleg Kanadában él.

## Sportpályafutása
Győrben az ETO-nál kezdett versenyezni, nevelőedzője Pártos István volt. 1986-ban az ETO megszüntette kajak szakosztályát és a Győri Dózsába került. Utánpótlás versenyzőként 1988-ban a grünaui IBV harmadik lett. Az 1989-es ifjúsági világbajnokságon a négyes tagjaként szerzett győzelmet. 1990-ben az IBV-n Pitestiben mind a három női számot megnyerte.
1991-ben az ÚTE-hez igazolt, edzője Fábiánné Rozsnyói Katalin lett. Ebben az évben szerezte első felnőtt bajnoki címét négyesben. A szövetségi kapitány figyelembe vette őt a világbajnoki csapatban, de végül a négyesben Gyulay Katalin ülhetett hajóba. A vb helyett az előolimpián indult. K2-ben Kőbánnal kivívta a döntőbe jutást, de kizárták őket, mert hajójuk nehezebb volt a megengedettnél. K4-ben második lett.
A barcelonai olimpiai játékokon Kőbán Ritával, Mészáros Erikával és Dónusz Évával megnyerte a kajak-négyes 500 méteres döntőjét. A Világ kupa pontversenyében hetedik lett. Az év végén a női négyes az év csapata lett és az év kajakozója címet is megkapta társaival együtt.
1992 decemberben bejelentette, hogy  Bp. Honvédhoz kíván igazolni. A két egyesület nem tudott megegyezni az átigazolásidíjról. Czigány a Honvéddal edzett. Engedéllyel, egyesületen kivüli versenyzőként indulhatott a válogatóversenyeken valamint az 500 és 1000 méteres bajnokságban. A világbajnokságon 500 méteren egyesben és kettesben (Mednyánszky Szilviával), valamint a védettséget élvező négyesben indulhatott. A koppenhágai vb-n egyesben 5., kettesben 2., négyesben harmadik lett. Az esztendő végén ismét a legjobb kajakos lett. Az év sportolója választáson 5. lett.
Az 1994-es vb-re négyesben 200 és 500 méteren tudott kvalifikálni. Kettesben pótválogatón vívta ki az indulási jogot Mednyánszkyval. K4 200 méteren a szövetségi kapitány végül kihagyta. A mexikóvárosi vb-n kettesben és négyesben is második helyezett lett. Decemberben a női kajak négyes harmadik lett az év csapata választáson. 1995-ben a kettes és négyes 200 és 500 méteres távjain magyar bajnok lett. A vb-n a páros (Dónusz Évával) és a négyes számokban indult. 500 méteren K4-ben a 3., K2-ben 4., 200 méteren K4-ben 6., K2-ben 5. lett. Szeptemberben indult volna az előolimpián, de egy orvosi kezelés miatt itthon maradt.
Az 1996-os atlantai olimpián a kajak négyesben vette figyelembe a kapitány. A csapat az előfutamban az ötödik lett. A középfutamot megnyerték ugyan, de a döntőben csak kilencedikként értek célba. Az ob-t kihagyta. 1997-ben a bajnokságban két érmet nyert. A világbajnokságon K2 200 és 500 méteren indult Dónusz Évával. Darthmouthban hatodik és ötödik helyen ért célba.
1998-ban, 26 évesen visszavonult egy makacs gerincsérülés miatt. Visszavonulása után dolgozott a Telesportnál, mint riporter. Később a kanadai válogatott egyik edzője lett a férje. Ezután kiköltözött Kanadába, ahol megszületett első gyermeke. Ezt követően 3 évig Sopronban éltek, majd megszületett második fia. A család Kanadában telepedett le.

## Sporteredményei

### Olimpia
- 1992 - aranyérem K4 500 m

### Világbajnokság
- 1995 - bronzérem, K4 500 m
- 1994 - ezüstérem, K4 500 m
- 1994 - ezüstérem, K2 500 m
- 1993 - ezüstérem, K2 500 m
- 1993 - bronzérem, K4 500 m

## Díjai, elismerései
- A Magyar Köztársasági Érdemrend kiskeresztje (1992)
- Az év magyar kajakozója (1992, 1993)